# Якубяк, Себастьян
Себастьян Якубяк (нем. Sebastian Jakubiak; род. 21 июня 1993, Любек, Шлезвиг-Гольштейн) — немецкий футболист, полузащитник.

## Клубная карьера
Себастьян родился в городе Любек. Там же и начал заниматься футболом в местной «Боруссии». В 2006 году перешёл в более крупный клуб города — «Любек». Позднее в течение двух лет был игроком молодёжного состава «Гамбурга», однако покинул его в 2010 году и вернулся в родной клуб из Любека. В 2011 году стал привлекаться к играм за основной состав клуба. Спустя два года перешёл во вторую команду «Санкт-Паули», а затем в «Рёдингсхаузен». В 2018 переехал за границу и стал игроком нидерландского клуба «Хераклес».
10 апреля 2021 года в матче с «Ганзой» вышел на поле на 88-й минуте и порвал ахиллово сухожилие левой ноги, выбыв из строя на 8 месяцев.